# 子宫内膜上皮内瘤变
子宫内膜上皮内瘤变（Endometrial Intraepithelial Neoplasia, EIN），是位于子宫内膜上皮组织的癌前病变，可能会引发子宫内膜样腺癌。它包含一系列非正常的子宫内膜细胞，其侵入链接子宫的腺体，并产生一种趋势会逐渐形成子宫癌和子宫内膜腺癌。